# Emanuel Loeschbor
Emanuel Sebastián Loeschbor (Córdoba, Departamento Capital, Argentina, 16 de octubre de 1986) es un futbolista argentino naturalizado mexicano. Juega como defensa central y su equipo actual es el Club Atlético Morelia de la Liga de Expansión MX. Su hermano es el exfutbolista Gabriel Loeschbor.

## Trayectoria
Se inició en el Club Corralense de Corral de Bustos, después se probó en Talleres de Córdoba donde queda, hizo tres años y de ahí pasó al Racing de Córdoba, donde logró un ascenso a la Primera B Nacional en la temporada 2004/2005. En 2006 daría su salto al fútbol grande de primera de la mano del Quilmes Atlético Club quien ficharía su pase, pero en el club Cervecero no tendría mucha continuidad, debutó en el cervecero de la mano de Alberto Fanesi. En 2008 fichó para el Sol de América. En el club formoseño no permanecería mucho, ya que al siguiente semestre recalaría en el "Viejo Continente" para jugar en el Lorca B.
Tras permanecer una temporada en el club español decide volver a la Argentina, pero esta vez para jugar en Juventud Antoniana, donde estuvo hasta 2011. Luego fichó para San Martín de Tucumán

### Neza
En 2012 llegó al Neza FC. Fue campeón en el Clausura 2013, pero quedó cerca de ascender al perder ante La Piedad.

### Cruz Azul
Después de la mudanza de Neza a Ciudad del Carmen, Cruz Azul lo adquiere, mandándolo a la filial de Ascenso en 2014. Fue registrado con el Primer Equipo para la Fase Final de la Concacaf Liga de Campeones, y durante el torneo sustituyó a Luis Amaranto Perea (que había sufrido una lesión) en varios partidos, incluidos los de la Final contra el Toluca. También disputó algunos partidos de fase regular con La Máquina en el Clausura 2014.
Para el Apertura 2014, con la desaparición del Cruz Azul Hidalgo, subió al primer equipo para disputar dicho torneo. El 15 de julio de 2014 recibió su carta de naturalización para poder jugar como mexicano y no utilizar plaza de extranjero.

### Monarcas Morelia
Llega a Monarcas Morelia en 2016, donde se gana la posición titular del equipo, hasta 2019 donde finaliza contrato.

## Clubes
| Club               | País      | Año       | Partidos | Goles |
| ------------------ | --------- | --------- | -------- | ----- |
| Racing (C)         | Argentina | 2003-2006 | 13       | 0     |
| Quilmes            | Argentina | 2006-2007 | 1        | 0     |
| Sol de América     | Argentina | 2008      | 10       | 0     |
| Gavà               | España    | 2008-2009 | 0        | 0     |
| Juventud Antoniana | Argentina | 2009-2011 | 44       | 2     |
| San Martín (T)     | Argentina | 2011-2012 | 30       | 3     |
| Toros Neza         | México    | 2012-2013 | 42       | 2     |
| Cruz Azul Hidalgo  | México    | 2013-2014 | 25       | 0     |
| Cruz Azul          | México    | 2014-2015 | 19       | 0     |
| Morelia            | México    | 2016-2019 | 92       | 4     |
| Correcaminos       | México    | 2020      | 3        | 0     |
| Morelia            | México    | 2020-2021 | 16       | 0     |

## Palmarés

### Campeonatos nacionales
| Título          | Club    | País   | Año  |
| --------------- | ------- | ------ | ---- |
| Torneo Clausura | Neza FC | México | 2013 |

### Campeonatos internacionales
| Título                  | Club      | País   | Año  |
| ----------------------- | --------- | ------ | ---- |
| CONCACAF Liga Campeones | Cruz Azul | México | 2014 |